# Challenger de Salinas 2013
El torneo Challenger ATP de Salinas Diario Expreso 2013 es un torneo profesional de tenis. Pertenece al ATP Challenger Series 2013. Se disputará su 18.ª edición sobre tierra batida, en Salinas, Ecuador entre el 25 de febrero y el 3 de marzo de 2013.

## Jugadores participantes del cuadro de individuales

### Cabezas de serie
| País                        | Jugador                | Rank1 | Favorito |
| Bandera de los Países Bajos | Thiemo de Bakker       | 111   | 1        |
| Bandera de Brasil           | Rogério Dutra da Silva | 117   | 2        |
| Bandera de Brasil           | João Souza             | 133   | 3        |
| Bandera de Chile            | Paul Capdeville        | 144   | 4        |
| Bandera de Serbia           | Boris Pašanski         | 174   | 5        |
| Bandera de Argentina        | Agustín Velotti        | 186   | 6        |
| Bandera de Chile            | Jorge Aguilar          | 188   | 7        |
| Bandera de Italia           | Gianluca Naso          | 196   | 8        |
| --------------------------- | ---------------------- | ----- | -------- |

- 1 Se ha tomado en cuenta el ranking del 18 de febrero de 2013.

### Otros participantes
Los siguientes jugadores recibieron una invitación (wild card), por lo tanto ingresan directamente al cuadro principal:
- Lucas Dages
- Diego Hidalgo
- Nicolás Massú
- Pere Riba

Los siguientes jugadores ingresan al cuadro principal tras disputar el cuadro clasificatorio:
- Jean Andersen
- Josef Kovalik
- Gonzalo Lama
- Stefano Travaglia

## Jugadores participantes en el cuadro de dobles

### Cabezas de serie
| País                        | Jugador          | País                      | Jugador            | Rank1 | Favorito |
| Bandera de Australia        | Jordan Kerr      | Bandera de Suecia         | Andreas Siljestrom | 217   | 1        |
| Bandera de Argentina        | Facundo Bagnis   | Bandera de Brasil         | Joao Souza         | 255   | 2        |
| Bandera de los Países Bajos | Thiemo de Bakker | Bandera de Estados Unidos | Nicholas Monroe    | 280   | 3        |
| Bandera de Sudáfrica        | Jean Andersen    | Bandera de Sudáfrica      | Izak van der Merwe | 336   | 4        |
| --------------------------- | ---------------- | ------------------------- | ------------------ | ----- | -------- |

- 1 Se ha tomado en cuenta el ranking del 18 de febrero de 2013.

### Otros participantes
Los siguientes jugadores recibieron una invitación (wild card), por lo tanto ingresan directamente al cuadro principal:
- Diego Hidalgo /  Agustín Velotti
- Lucas Dages /  Nicolás Massú
- Sam Barnett /  Catalin-Ionut Gard

## Campeones

### Individual Masculino
- Alejandro González  derrotó en la final a  Renzo Olivo por 4-6 6-3, 7-6(9-7)

### Dobles Masculino
- Sergio Galdós /  Marco Trungelliti derrotaron en la final a  Jean Andersen /  Izak van der Merwe por 6-4, 6-4

- Datos: Q11680679